# Cruzeiro do Sul (Paraná)
Cruzeiro do Sul è un comune del Brasile nello Stato del Paraná, parte della mesoregione del Noroeste Paranaense e della microregione di Paranavaí.